# Parochlus fuegianus
Parochlus fuegianus är en tvåvingeart som beskrevs av Günther Enderlein 1912. Parochlus fuegianus ingår i släktet Parochlus och familjen fjädermyggor. Inga underarter finns listade i Catalogue of Life.